# Toledo, Illinois
Toledo är administrativ huvudort i Cumberland County i den amerikanska delstaten Illinois. Orten planlades år 1854 i syfte att grunda en ny huvudort i countyt, Prairie City. Greenup var den ursprungliga huvudorten i Cumberland County som sedan förlorade en omröstning mot Prairie City. År 1874 beslutade man om att byta namn till Toledo.